# Kościół św. Józefa Robotnika w Michałowie
Kościół św. Józefa Robotnika – rzymskokatolicki kościół filialny w miejscowości Michałów (powiat brzeski, województwo opolskie). Świątynia należy do parafii św. Jadwigi Śląskiej w Michałowie w dekanacie Brzeg południe, archidiecezji wrocławskiej. Dnia 8 marca 1966 roku, pod numerem 1182/66 kościół został wpisany do rejestru zabytków nieruchomych województwa opolskiego.

## Historia kościoła
Kościół w Michałowie został wzniesiony w 2. poł. XIII wieku. W 1273 roku przekazany wraz z ziemiami, dziesięcinami i prawem patronatu klasztorowi cystersów w Kamieńcu. W 1533 roku, dzięki Hansowi z Pogorzeli, przekazany został protestantom. Do początku XVIII wieku świątynia służyła na przemian katolikom bądź ewangelikom. W 1717 roku został wyremontowany, a po śmierci Antona Heinza, ostatniego z rodu Gruttschreiberów, ponownie przekazano go cystersom. W latach 1823–1828 przebudowany w stylu neogotyckim, według projektu architekta Otto Wartenberga.

## Architektura i wnętrze kościoła
Świątynia jest murowana z otynkowanymi elewacjami. Dwuprzęsłowa nawa wzniesiona została na planie prostokąta. Obok znajduje się zamknięte ścianą prostą prezbiterium z czworoboczną kruchtą i dwuprzęsłową zakrystią. Nad kościołem góruje czworoboczna, dwukondygnacyjna wieża,zwieńczona ażurowym hełmem z galeryjką i iglicą, która w narożach posiada pokaźnej wielkości lizeny. Cała świątynia wraz z prezbiterium pokryte są dachem dwuspadowym. Zakrystię oraz kruchtę nakryto natomiast daszkami pulpitowymi. W elewacjach bocznych oraz wieży widnieją otwory okienne umieszczone w wysokich, uskokowo rozglifionych ostrołukowych niszach. W drugiej kondygnacji, wieża jest ośmioboczna z naprzemiennym rytmem tarcz zegarowych i otworów okiennych zamkniętych ostrym łukiem. Na osi elewacji prezbiterium zachował się gotycki otwór okienny z kamiennym laskowaniem. Prezbiterium nakryte jest sklepieniem krzyżowo-żebrowym. Na jego ścianach bocznych znajdują się loże otwarte do prezbiterium półkolistymi arkadami. Nawę pokrywa drewniany, fasetowy sufit. Wzdłuż jej ścian bocznych znajdują się drewniane, dwukondygnacyjne empory, pomiędzy którymi umieszczono chór muzyczny.
Do ciekawego architektonicznie i historycznie wyposażenia kościoła należą:
- renesansowa chrzcielnica pochodząca z 1575 roku,
- ambona z postacią Mojżesza z około 1600 roku,
- renesansowe epitafia i płyty nagrobne,
- barokowy ołtarz główny.